# Hans Irmisch
Hans Irmisch (* 1526 in Stollberg; † 16. September 1597 auf Schloss Hoheneck in Stollberg) war ein kursächsischer Landbaumeister.

## Leben
Nach einer Maurerlehre ging Irmisch etwa 1550 in die Residenzstadt Dresden, wo er an den Stadtbefestigungsarbeiten des Kurfürsten Moritz mitwirkte. Im Jahr 1554 wurde ihm das Bürgerrecht Dresdens verliehen. In der Folgezeit erhielt Irmisch, der sich vermutlich vom Polier zum Mauermeister qualifiziert hatte, eine Ausbildung beim Dresdner Baumeister Caspar Vogt von Wierandt. In den Jahren 1554–1558 war er mit Hans von Dehn-Rothfelser am Bau des Jagdschlosses Grillenburg beteiligt. Es wird angenommen, dass Irmisch von 1559 bis 1563 an der Errichtung des Dresdner Zeughauses beteiligt war. Nachweisbar ist sein Wirken bei der Errichtung der Monuments zur Grablege des Kurfürsten Moritz im Freiberger Dom um 1560, wo er 1592 erneut an der Errichtung der Fürstengruft tätig war.
Kurfürst August ernannte 1563 den Werkmeister Irmisch zum kurfürstlichen Unterbaumeister. Zuvor erfolgten unter seiner Regie Reparaturarbeiten am Torgauer Schloss Hartenfels. Irmisch beaufsichtigte alle landesherrlichen Bauten und leitete die Umbauarbeiten.
Nach seinen 1564 gefertigten Plänen erfolgte die Errichtung des Kanzleihauses am Dresdner Stallhof (1565–1567), der Umbau des Schlosses Freudenstein und die Errichtung der Schlosskapelle in Freiberg (1566). Auch die 1564 begonnenen Bauarbeiten an der Prettiner Lichtenburg und im selben Jahr die Errichtung des 1570 vollendeten Jagdschlosses Sitzenroda standen unter seiner Leitung. Im Jahr 1568 entließ ihn Kurfürst August.
Nach seiner erneuten Einsetzung als Landbaumeister im Jahr 1570 leitete er die zum Schutz vor Überschwemmungen begonnenen Dammbauarbeiten entlang der Elbe und Weißeritz in Dresden. Gemeinsam mit Paul Buchner leitete er ab 1571 den Fortgang der Bauarbeiten an den Dresdner Befestigungsanlagen. Zusammen mit Buchner leitete der 1577 als Nachfolger des Grafen Lynar auch zum kurfürstlichen Festungsbaumeister erhobene Irmisch ab 1579 die Umbauten der Dresdner Münze und des Wilschen Tores (1586–1588) ebenso wie den Bau des Stallhofes (1586–1591) und die Anlage des kleinen Schlosshofes mit zweigeschossigem Torhaus und Laubengang (1589–1594) am Dresdner Residenzschloss.
In jener Zeit war Irmisch auch außerhalb Dresden aktiv, 1573 lieferte er ein Gutachten zum Schloss Hoheneck in Stollberg, dessen Umbau er 1597 als sein letztes Werk leitete. Gleichfalls leitete er die Vollendung an der unter Lynar und nach dessen Plänen begonnenen Errichtung des Schlosses Sonnenstein oberhalb Pirna. Über das kurfürstliche Schloss Osterstein in Zwickau legte Irmisch 1574 ebenfalls ein Gutachten vor, im Folgejahr ist seine Tätigkeit an landesherrlichen Bauten, wie der Burg Stolpen, dem Jagdschloss Grillenburg sowie in Sangerhausen, Coburg und Freiberg nachweisbar. Die Errichtung des „Churfürstlichen Hauses“ im Hofgestüt Bleesern bei Wittenberg im Jahr 1578 geht höchstwahrscheinlich auf Irmisch zurück. Zwischen 1578 und 1581 leitete Irmisch die Umbauten der Runneburg zum Schloss Weißensee und ab 1584 Umbauten und Erweiterungen des Schlosses Colditz.
Neben Schlossbauten gestaltete Irmisch ebenfalls Festungsbauten; am bekanntesten ist der unter Christian I. erfolgte Ausbau der Festung Königstein in der Zeit von 1589 bis 1594 mit dem Neubau der Christianburg und des Lusthauses.
Nach den Plänen Irmischs erfolgte die 1586 abgeschlossene Neugestaltung mit der Errichtung des Augusteums der Wittenberger Universität, der Umbau des Schlosses Breitenburg bei Itzehoe sowie von 1585 bis 1588 der Neubau des Schlosses Frauenstein.
Auch Anlagen des Berg- und Hüttenwesen entstanden unter seiner Leitung, dazu gehören die Betriebsgebäude der 1578 gegründeten Saline Poserna und die 1582 im kleinen Ostravorwerk errichtete Dresdner Schmelzhütte.
Im Auftrag des sächsischen Erbmarschalls Hans Löser leitete er von 1571 bis 1574 den Neubau des Schlosses Pretzsch an der Elbe.
Irmisch verstarb 1597 bei den Umbauarbeiten auf Schloss Hoheneck.